# Esti M. Vilmos
Esti M. Vilmos (angolul: William M. Esti, névvariáns: William M Este) (?, 1826. – ??) magyar származású amerikai szabadságharcos.

## Élete
Az amerikai polgárháború elején, 1861. december 17-én Washingtonban állt be harcolni az északiak oldalán, később a 26. Ohioi Önkéntes Gyalogezred főhadnagya lett. Leszerelése előtt őrnagyi rangban Robert C. Schenck tábornok hadsegéde volt a Nyolcadik Hadtestnél. Baltimore-ban szerelt le 1863. április 1-én.